# فليكا غوريسا
فليكا غوريسا (بالكرواتية: Velika Gorica)، مدينة تتبع مقاطعة زغرب في كرواتيا. بلغ عدد سكانها 63,517 نسمة بحسب إحصاء سنة 2011.

## أعلام
- ستيبان ديفيريتش